# Aesculus californica

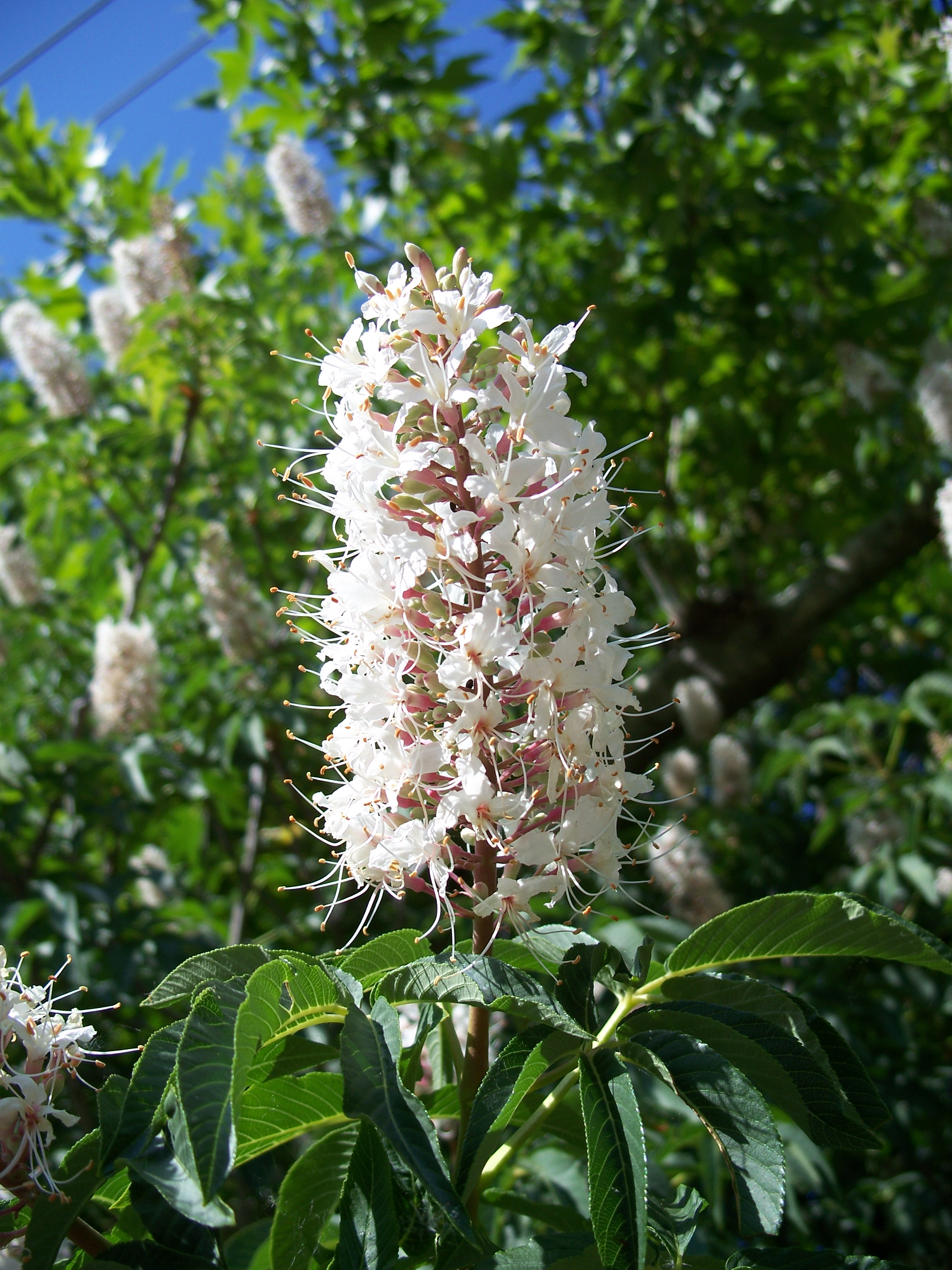
Inflorescència

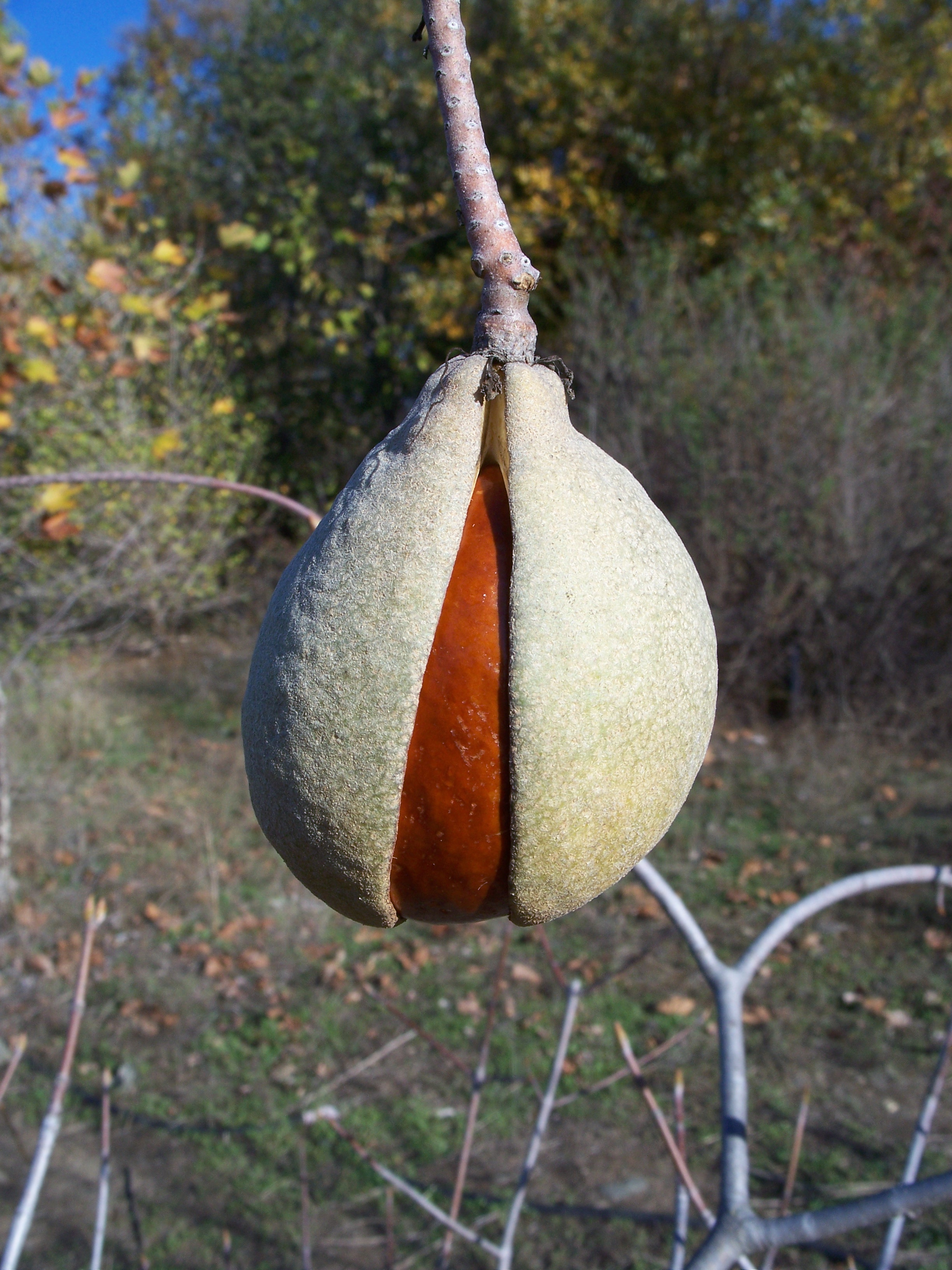
Fruit

Aesculus californica, conegut popularment com a castanyer de Califòrnia, és una espècie fanerògama de la família de les sapindàcies.

## Descripció
És un arbust o petit arbre que arriba a fer de 4 a 12 m d'alçada. La seva escorça és gris coberta sovint amb líquens. Les fulles són de color verd fosc en conjunts de cinc fulles (rarament set), fan de 6 a 17 cm de longitud, són finalment dentades i amb la superfície suau. Les flors són perfumades de color blanc o rosa pàl·lid, es troben formant panícules dretes de 15-20 cm de llarg i 5-7 cm d'ample. El fruit és una càpsula d'uns 5-8 cm de longitud que conté una llavor arrodonida i ataronjada, que és verinosa. Aquesta planta es troba adaptada al clima àrid i deixa caure les fulles a l'estiu per tal de conservar l'aigua.

## Distribució i hàbitat
És natural de Califòrnia, on es poden trobar al llarg de la costa i en muntanyes fins als 1.700 m d'altitud, a Sierra Nevada (Estats Units). Creix en arboredes de roures i és dominant en hàbitats de garriga. L'arbre actua com a fixador del sòl i evita l'erosió en regions muntanyoses.

## Història
Les tribus nadiues locals utilitzaven les llavors verinoses per a atordir els peixos en petits corrents d'aigua i procedir a la pesca més fàcilment. El nèctar de les flors pot enverinar les abelles i altres insectes que no hi estiguin immunitzats.

## Taxonomia
Aesculus californica va ser descrita per (Spach.) Nutt. i publicada a A Flora of North America: containing 1(2): 251, l'any 1838.

### Etimologia
- Aesculus: nom genèric llatí atorgat per Linné al 1753 i 1754, a partir del llatí antic aesculus, -i; el roure, cosa sorprenent, tot i que dels nombrosos autors de l'antiguitat que el van usar, Plini el Vell precisa en la seva Historia naturalis (16, 11) que és un dels arbres que produeixen aglans ("Glandem, quae proprie intellegitur, ferunt robur, quercus, aesculus..." -L'aglà, pròpiament dit, prové del roure, de l'aesculus, ...): en prové d'aquí potser la confusió.
- californica: epítet geogràfic que fa referència a la seva localització a Califòrnia.

### Sinonímia
- Calothyrsus californica Spach[2]